# FK Tuzla City
FK Tuzla City is een Bosnische voetbalclub uit Simin Han nabij Tuzla.
De club werd in 1955 opgericht als FK Sloga in Simin Han en speelde lang op laag amateurniveau. Vanaf 2012 vond met een nieuwe geldschieter een professionalisering plaats. De club won vanaf het seizoen 2012/13 ieder jaar haar poule. In 2015 miste de club de promotie naar de Prva Liga Federacija Bosne i Hercegovine in de playoffs maar een seizoen later lukte dat wel. In het seizoen 2017/18 won Sloga de Prva Liga en promoveerde voor het eerst naar de Premijer Liga. De naam werd in 2018 veranderd in Tuzla City. De club speelt haar thuiswedstrijden in het gemeentelijk stadion Tušanj dat het deelt met FK Sloboda Tuzla.

## in Europa
Uitslagen vanuit gezichtspunt Tuzla City
| Seizoen                                                    | Competitie        | Ronde | Land                | Club         | Totaalscore | 1e W    | 2e W    | PUC |
| ---------------------------------------------------------- | ----------------- | ----- | ------------------- | ------------ | ----------- | ------- | ------- | --- |
| 2022/23                                                    | Conference League | 1Q    | Vlag van San Marino | SP Tre Penne | 8-0         | 2-0 (U) | 6-0 (T) | 2.0 |
|                                                            |                   | 2Q    | Vlag van Nederland  | AZ           | 0-5         | 0-1 (U) | 0-4 (T) | 2.0 |
| Totaal aantal behaalde punten voor UEFA coëfficiënten: 2.0 |                   |       |                     |              |             |         |         |     |

Zie ook
- Deelnemers UEFA-toernooien Bosnië en Herzegovina
- Ranglijst van alle clubs die in de diverse Europa Cups zijn uitgekomen